# Siedlungskammer Flögeln
Die Siedlungskammer Flögeln ist eine Altsiedellandschaft auf einer von Mooren umschlossenen Geestinsel, auf der sich heute der Ort Flögeln in Niedersachsen befindet. Das höher liegende Gelände mit einer Fläche von rund 25 km² war ein bevorzugter Siedlungsplatz, der über rund 5000 Jahre von Menschen aufgesucht wurde.

## Beschreibung
Die Siedlungskammer liegt innerhalb des Elbe-Weser-Dreiecks in einer flachwelligen Geestlandschaft, die durch eiszeitliche Ablagerungen von Sand und Gestein entstanden ist.  Nach dem Ende der letzten Eiszeit vor rund 10.000 Jahren vernässten die Niederungen in dem Geestgebiet und es bildeten sich Moore. Die Vermoorung teilte die Geest in Inseln und riss die Siedlungsräume auseinander. Dadurch entstand die naturräumliche Abgeschiedenheit der Siedlungskammer Flögeln, die bis in das 14. Jahrhundert von Wegen umgangen wurde.

## Siedlungsperioden

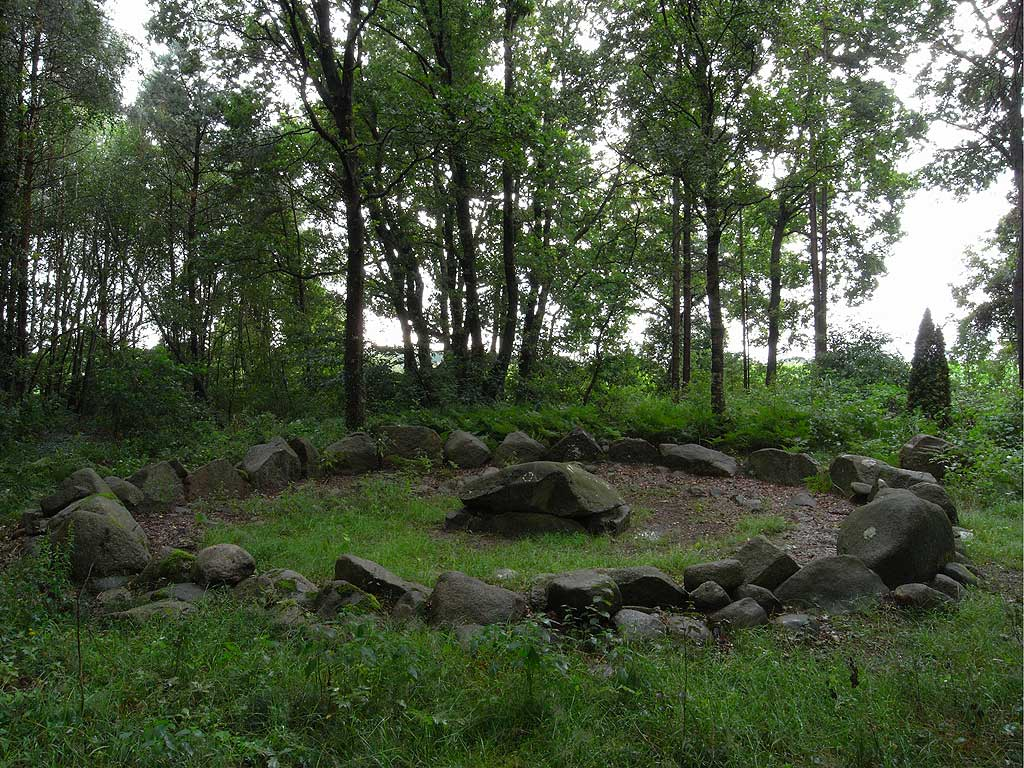
Steinkiste von Flögeln (2011)

Pollenanalytischen Untersuchungen zufolge lebte eine erste bäuerliche Bevölkerung um 4000 v. Chr. vor allem im Westen der Siedlungskammer. Ab etwa 3100 v. Chr. wurde der bis dahin noch nicht erschlossene Wald aufgelichtet. Auf den freien Flächen kam es zum Anbau von Getreide mit den Hauptpflanzen Gerste und Emmer. Aus dieser Zeitstellung wurden auf dem Flurstück Eekhöltjen bei Flögeln die Grundrisse von zwei Langhäusern und einem Grubenhaus entdeckt. Die bei den archäologischen Untersuchungen aufgefundene Keramik datiert die Fundstelle in die Zeit der Trichterbecherkultur. Aus dieser Zeit finden sich in der Siedlungskammer mehrere megalithische Grabanlagen, wie die Steinkiste von Flögeln. Sie sind heute durch den Vorgeschichtspfad Flögeln erschlossen. Auch die Umgebung ist reich an vorgeschichtlichen Fundstätten. Nördlich im Ahlenmoor liegen durch Moor überdeckte Großsteingräber, wie das Großsteingrab im Ahlen-Falkenberger Moor. Weiter nördlich befinden sich auf der Wannaer Geest die Megalithanlagen bei Westerwanna. Siedlungsspuren der jüngeren Bronzezeit fanden sich etwa drei Kilometer westlich von Flögeln im Bereich des Flurstücks Eekhöltjen (hochdeutsch: Eichhörnchen). Dabei handelt es sich um eine Landzunge mit den Ausmaßen von etwa 500 × 550 Meter, die spornartig in die Niederung hineinragt. Dort stand ein bronzezeitliches Gehöft mit einem Hauptgebäude und Nebengebäuden, wie Speichern.
Eine kontinuierliche Besiedlung der Siedlungskammer setzte in der Mitte des 1. Jahrhunderts v. Chr. während der Römischen Kaiserzeit ein. Siedlungsreste wurden großflächig im Bereich des Flurstücks Eekhöltjen ergraben. Dort entstand  im 2. Jahrhundert n. Chr.auf einer Fläche von rund 2,3 Hektar eine geschlossene Dorfanlage mit sieben oder acht Höfen. Die Dorfanlage bestand etwa 200 Jahre. Im 5. Jahrhundert verlagerte sich die Besiedlung auf den Westrand der Siedlungskammer, wo ein Dorf entstand, das im 6. Jahrhundert aufgegeben wurde. In dieser Zeit entwickelte sich in der Siedlungskammer ein Hiatus als Folge der Abwanderung der Bevölkerung im Zuge der Besiedlung Englands durch die Sachsen. Ab dem 7. oder 8. Jahrhundert wurde die Besiedlung wieder aufgenommen und es entstand das Dorf Flögeln, das im Fundgut von Keramik erst ab dem 10. oder 11. Jahrhundert nachweisbar ist. Im Westen der Siedlungskammer wurde die Wüstung eines Dorfes auf einer Fläche von zwei Hektar archäologisch untersucht. Es bestand ab dem 7. Jahrhundert und wird in Urkunden des 14. Jahrhunderts Dalem genannt. Der Dorfname hat sich als Flurbezeichnung bis heute erhalten.

## Forschungsgeschichte
Im Gebiet der Siedlungskammer Flögeln führte das Niedersächsische Institut für historische Küstenforschung aus Wilhelmshaven zwischen 1971 und 1986 umfangreiche interdisziplinäre Untersuchungen, unter Einbeziehung von Archäologen, Archäobotanikern, Geografen, Historikern und Bodenkundlern, durch. Die Untersuchungen erfolgten im Rahmen des DFG-Forschungsprogramms „Die Entwicklungsgeschichte einer Siedlungskammer im Elbe-Weser-Dreieck seit dem Neolithikum“, das vom Prähistoriker Wolf Haio Zimmermann geleitet wurde. Dabei wurden archäologische Siedlungsspuren der Trichterbecherkultur aus der jüngeren Steinzeit, Reste einer neolithischen und bronzezeitlichen Besiedlung und Bebauungsspuren aus der Römischen Kaiserzeit sowie der Völkerwanderungszeit gefunden. Aus dem Mittelalter wurden mit der Dornburg Funde bis in die frühe Neuzeit dokumentiert. Zahlreiche Fundstücke werden im Museum Burg Bederkesa präsentiert.